# Francesc d'Orleans
Francesc d'Orleans (Neuilly-sur-Seine, 14 d'agost de 1818 - París, 1900), príncep de Joinville, Príncep de sang de França de la casa dels Orleans, creat príncep de Joinville pel seu pare, el rei Lluís Felip I de França.
Francesc Ferran Felip Lluís Maria d'Orleans nasqué el 1818 al castell de Neuilly a Neuilly-sur-Seine als afores de París. És fill de la princesa Maria Amèlia de Borbó-Dues Sicílies i del duc d'Orleans i després Lluís Felip I de França. El príncep Francesc era net del duc Lluís Felip d'Orleans i de la princesa Adelaida de Borbó-Penthièvre, i del rei Ferran I de les Dues Sicílies i de l'arxiduquessa Maria Carolina d'Àustria.
L'any 1836 va entrar a la marina francesa amb el càrrec de lloctinent. Va actuar per primera vegada l'any 1838 en el bombardeig de San Juan de Ulloa en una intervenció francesa en la política interna de Mèxic. Fou fet presoner al port de Veracruz. Fou promocionat al càrrec de capità amb la missió de traslladar a França les restes de Napoleó I de França que es trobaven a l'illa de Santa Helena.
L'any 1844 dirigí un seguit d'actuacions a la costa del Marroc, va bombardejar la ciutat de Tànger i ocupar Mogador. Va ser recompensat per això amb el càrrec de vice-almirall. En els següents anys va publicar un seguit d'articles que s'encarregaren de denunciar les deficiències amb què es trobava la marina francesa la qual cosa feu que guanyés certa popularitat en el si de la societat francesa.
La Revolució de 1848 el va sorprendre a Algèria i ràpidament es traslladà a Anglaterra on s'havien refugiat els seus pares. Posteriorment va participar, amb paper bastant limitat, a la Guerra de Secessió dels Estats Units, on els seus nebots, els prínceps Felip d'Orleans i Robert d'Orleans també van prendre part a favor de l'Exèrcit federal.
Amb la caiguda del Segon Imperi Francès i de la Comuna de París va tornar a París on va guanyar les eleccions en dos departaments francesos. Va ocupar el seient per Haute-Marne, finalment va demetre l'any 1876.
D'Orléans es va casar a Rio de Janeiro l'any 1843 amb Maria Francesca del Brasil, filla de la princesa Teresa de Borbó-Dues Sicílies i de l'emperador Pere II del Brasil. La parella tingué dos fills:
- Francesca d'Orleans, nascuda el 1844 a París i morta el 1925 a Bèlgica. Es va casar amb el príncep Robert d'Orleans, duc de Chartres.
- Pere d'Orleans, nat a París el 1845 i mort el 1848.

De Joinville va escriure una gran quantitat d'assaigs referents a la marina, entre els quals destaca: Assaig sobre la marina francesa (1853), Estudis sobre la marina (1859 i 1870), La Guerra d'Amèrica, la campanya del Potomac (1862 i 1872), Encara unes paraules sobre Sadowa(1868) i Vells presents (1894).